# Marcus & Martinus
Marcus & Martinus, známí zjednodušeně také pouze jako M&M, je norské dance-pop duo, které tvoří jednovaječná dvojčata Marcus a Martinus Gunnarsen (* 21. února 2002 Elverum). Vydali tři alba: Hei, Together a Moments. Od vítězství v soutěži Melodi Grand Prix Junior v roce 2012 vyhráli řadu dalších soutěží, například Spellemannprisen v roce 2017. Duo v roce 2022 ovládlo také švédskou verzi pořadu Masked Singer a v letech 2023 a 2024 se zúčastnilo Melodifestivalen. Pozdější ročník vyhráli a získali tak právo reprezentovat Švédsko na soutěži Eurovision Song Contest 2024, kterou Švédsko pořádalo v Malmö. Ve finále se umístili na 9. místě.

## Kariéra

### 2012: Debut aMelodi Grand Prix Junior
V roce 2012 se zúčastnili 11. ročníku Melodi Grand Prix Junior. Soutěž se konala v Oslu. Ročník vyhráli s písní „To dråper vann“. Skladba se umístila na osmém místě norské hitparády.

### 2015–2016:HeiaTogether
23. února 2015 vydali debutové album Hei. Album se dostalo na špičku norské hitparády 15. listopadu 2015. Součástí alba je například píseň „Plystre på deg“. 24. července 2015 vydali singl „Elektrisk“, který se dostal až na 3. místo hitparády. 6. listopadu 2015 vydali druhou verzi alba Hei nazvanou Hei (Fan Special), bonusem bylo například přidání nového singlu „Elektrisk“.
V listopadu 2016 vydali své druhé album Together. Jeho součástí byly hity „Girls“, „Heartbeat“, „Light It Up“ a „One More Second“. Týden po vydání se album dostalo na 1. místo hitparád v Norsku a Švédsku a ve Finsku se dostalo na 6. pozici.

### 2017–2021:Moments
17. listopadu 2017 vydali své třetí album Moments. V roce 2019 vydali EP Soon. V roce 2020 vydali singly „Love You Less“ a „It's Christmas Time“. V roce 2021 vydali singly „Belinda“ a „Feel“.

### 2022–: Melodifestivalen a Eurovision

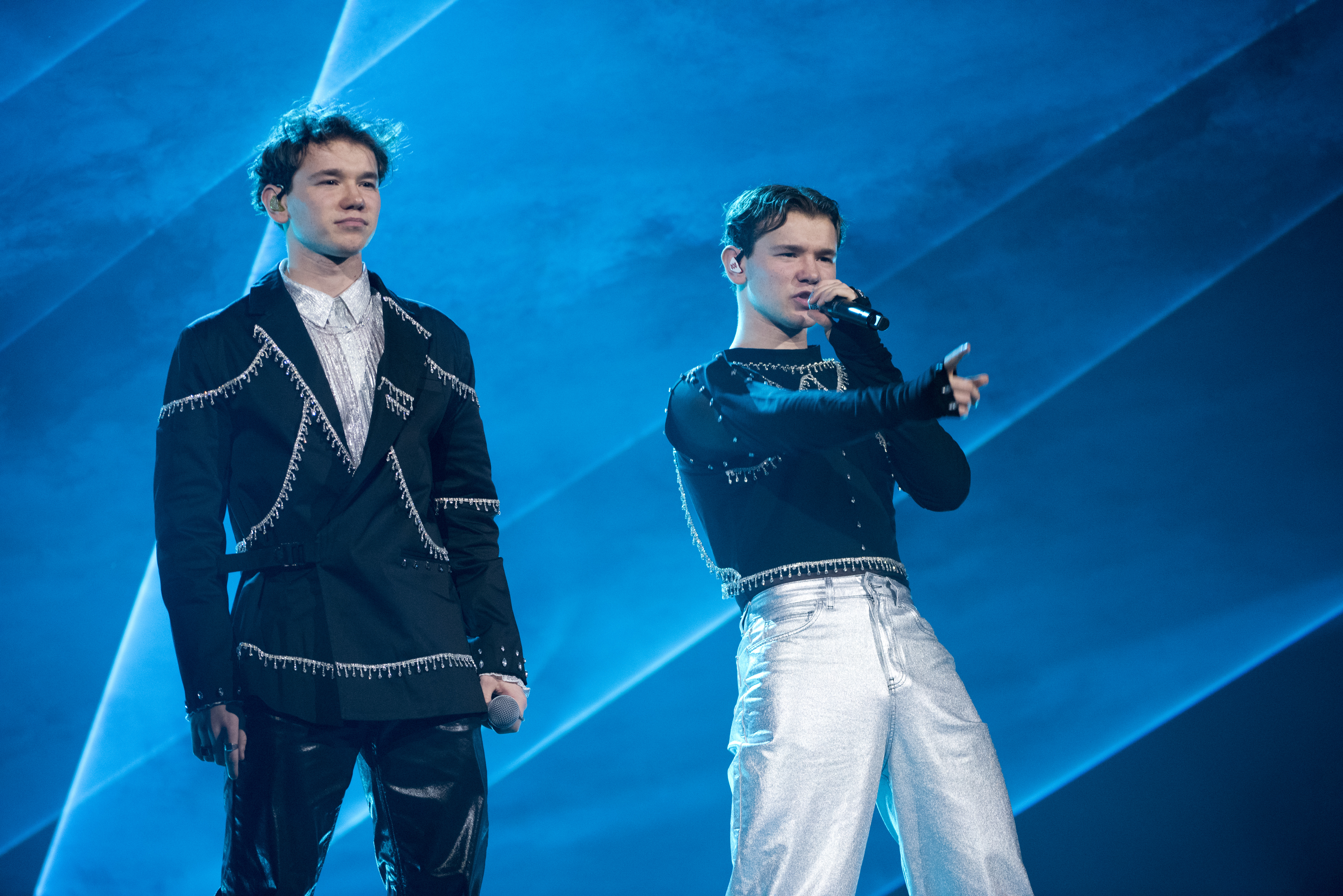
Marcus & Martinus na Melodifestivalen 2023

Na jaře 2022 vyhráli švédskou verzi soutěže Masked Singer. Duo také vydalo další singl „When All the Lights Go Out“.
V roce 2023 se zúčastnili Melodifestivalen s písní „Air“, ve finále skončili druzí poté, co je porazila Loreen s písní „Tattoo“. O rok později se do soutěže vrátili, tentokrát s písní „Unforgettable“. 9. března duo soutěž vyhrálo se 177 body a získalo tak možnost reprezentovat Švédsko na Eurovision Song Contest 2024 v Malmö. Ve finále 11. května vystoupili jako první a se ziskem 174 bodů se umístili na 9. místě.

## Osobní život
Marcus a Martinus jsou nejstarší děti Kjell-Arne a Gerd Anne Gunnarsenových. Marcus je o 15 minut starší než Martinus. Mají mladší sestru Emmu, která se také pohybuje v hudebním průmyslu. Rodina má psa jménem Tico.
Marcus má přítelkyni, Martinus je single.

## Alba
- Hei (2015)
- Together (2016)
- Moments (2017)